# Confucianismo

La llamada Campana de Confucio. (木鐸 mùduó) Campana de badajo de madera, utilizada como símbolo del confucianismo. El simbolismo se basa en las Analectas de Confucio, 3.24, donde se dice: 天將以夫子爲木鐸, "El cielo instruirá al maestro como una campana de madera (para despertar a todos al Camino)". Se hace una analogía entre el maestro (en la frase, el propio Confucio) que resuena con el orden del Cielo que lo inspira, y la campana, como si el Cielo fuera el badajo y el maestro la campana. La campana de madera también es un instrumento real que las antiguas administraciones chinas utilizaban para reunir a la gente, se utiliza para rituales y, por analogía, significa el propósito del confucianismo, es decir, predicar y educar a la gente en los valores correctos.

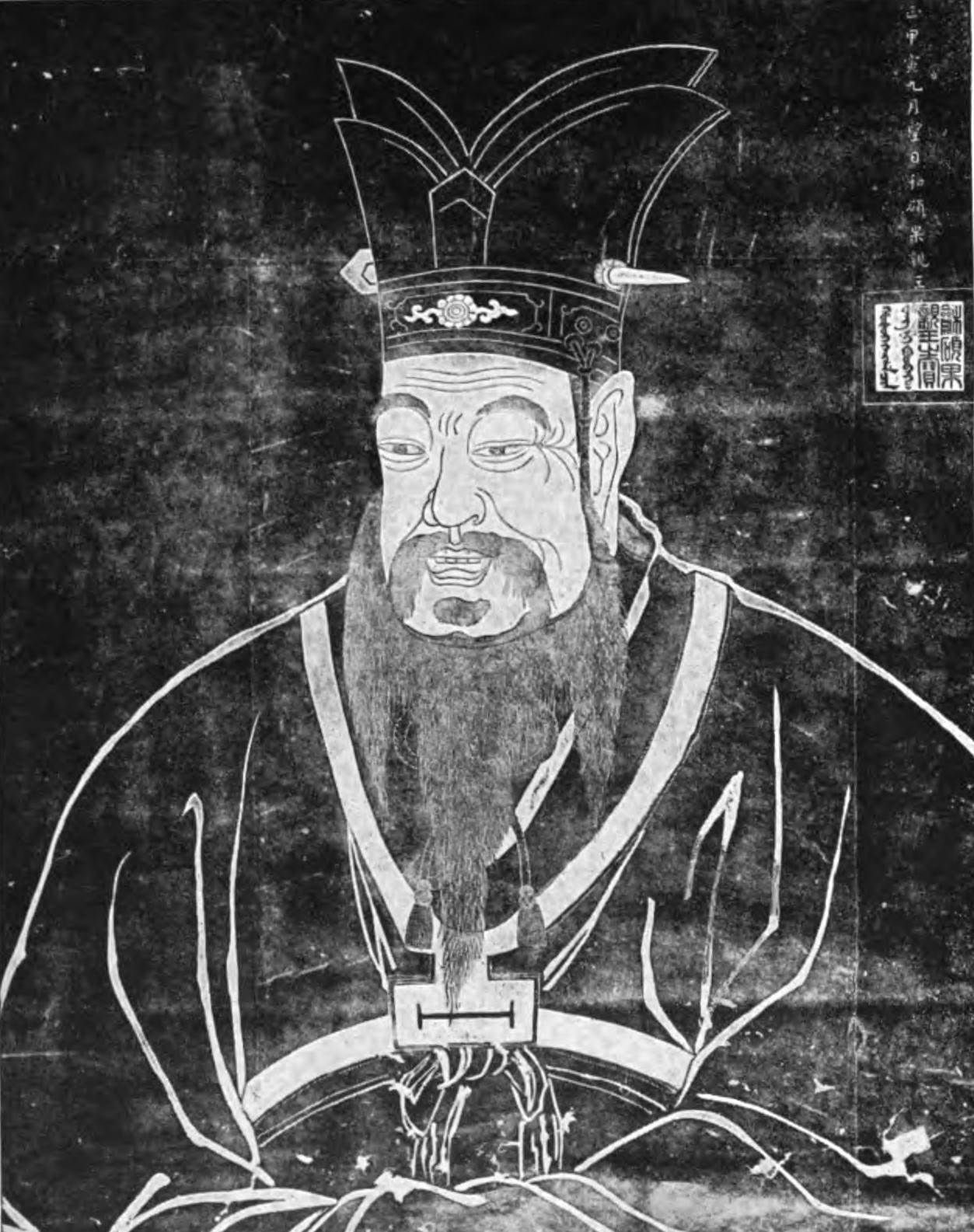
Confucio.

El confucianismo (en chino: 儒家, pinyin: rújiā ‘doctrina de Confucio’), también conocido como ruismo (rújiào, ‘doctrina de los eruditos’) y a veces también llamado confucionismo, es un sistema de pensamiento con aplicaciones religiosas, rituales y morales, predicadas por los discípulos y seguidores de Confucio tras su muerte.
Las doctrinas del confucianismo se centran en los valores humanos como la armonía familiar y social, la piedad filial (孝, Xiao), ren (仁, «bondad» o «humanidad») y Lǐ (禮 / 礼), que es un sistema de normas rituales que determina cómo debe actuar una persona para estar en armonía con la ley del Cielo. El confucianismo tradicionalmente sostiene que estos valores se basan en el principio trascendente conocido como Cielo (天, Tiān) y también incluye la creencia en espíritus o dioses (shén). El confucianismo se podría entender como una ética social y humanista, de un sistema centrado en los seres humanos y sus relaciones. En el confucianismo se hace hincapié en los rituales formales de todos los aspectos de la vida, desde casi las ceremonias religiosas de estricta cortesía y deferencia a uno de los ancianos, especialmente a los padres y al Estado en la forma del emperador.
La tradición se desarrolló en torno a las enseñanzas de Confucio (Kǒng Fūzǐ, «Maestro Kong», 551-479 a. C.) que se consideraba a sí mismo como transmisor de los valores y la teología de los sabios antepasados. Otros influyentes filósofos confucianos clásicos incluyen a Mencio y Xun Zi, quienes estuvieron en desacuerdo sobre la naturaleza moral innata de los humanos. El confucianismo fue una ideología importante del Estado imperial durante la dinastía Han (206 a. C.-220 d. C.) y fue revivido como neoconfucianismo durante la dinastía Tang (618-907). Durante las dinastías chinas posteriores, como la dinastía Song (960-1297) y la dinastía Ming (1368-1644), así como en la dinastía Joseon coreana (1392-1897) un resurgimiento neoconfucionista dirigida por pensadores tales como Zhu Xi (1130-1200 ) y Wang Yangming (1472-1529) se convirtió en la escuela de pensamiento dominante y fue promovido por el Estado imperial. A partir de la dinastía Song, los clásicos confucianos fueron la base de los exámenes imperiales y se convirtieron en la filosofía central de la clase oficial erudita. El confucianismo sufrió reveses durante el siglo XX, pero recientemente ha experimentado un resurgimiento, que se denomina Nuevo Confucianismo.
El confucianismo ha ejercido una gran influencia sobre China, Corea, Vietnam, Japón, Taiwán, Hong Kong y Macao, así como por varios territorios poblados predominantemente por chinos, como Singapur. Fue la religión oficial de China hasta 1912, cuando se proclamó la República. El canon de la filosofía confuciana lo componen los Cuatro Libros. Su pensamiento se formó durante un largo período que abarca las épocas de primaveras y otoños y reinos combatientes (siglos VII al III a. C.). Cuando China fue reunificada por Qin Shi Huang (221 a. C.) ya era una doctrina perfectamente formada y definida, con muchos seguidores y un gran corpus textual. Tras la breve dinastía Qin, su núcleo fundamental se ha mantenido intacto, excepto por posibles errores de transmisión e interpolaciones que solo afectan lo accidental.
Como para la mayor parte de sus contemporáneos, los confucianos ven el cosmos como algo armónico que regula las estaciones, la vida animal, la vegetal y la humana. Si esta armonía era trastornada, habría graves consecuencias. Un ejemplo común que utiliza el confucianismo es el del mal gobernante que conduce a su pueblo a la ruina mediante su conducta. El mal gobierno contradice el orden natural y viola el Mandato del Cielo. El gobernante que se conduce así pierde su legitimidad y puede ser depuesto por otro que recibirá este mandato.

## Los cinco clásicos (Wu Jing)
Se trata de la recopilación más antigua. Durante la dinastía Qin se vería afectada por la quema de libros del año 213 a. C. Debido a dicha circunstancia desaparecería el Yuejing (Libro de la música).
- I Ching o Yijing (Libro de las mutaciones)
- Shijing (Libro de las odas)
- Shujing (Libro de la historia)
- Li Chi (Libro de los ritos)
- Chunqiu (Anuales de primavera y otoño)

## Los cuatro libros (Si Shu)
Más vinculada con el propio Confucio sería la recopilación posterior que se publicaría por primera vez como tal en 1190. Las dos primeras obras se corresponden a los capítulos 42 y 31 del Li Chi.
- Gran Saber (en chino tradicional, 大學; en chino simplificado, 大学; pinyin, dà xué)
- Doctrina de la medianía (en chino, 中庸; pinyin, zhōngyōng)
- Analectas (en chino tradicional, 論語; en chino simplificado, 论语; pinyin, Lúnyǔ)
- Mencio (en chino, 孟子; pinyin, mèng zĭ)

## Doctrina

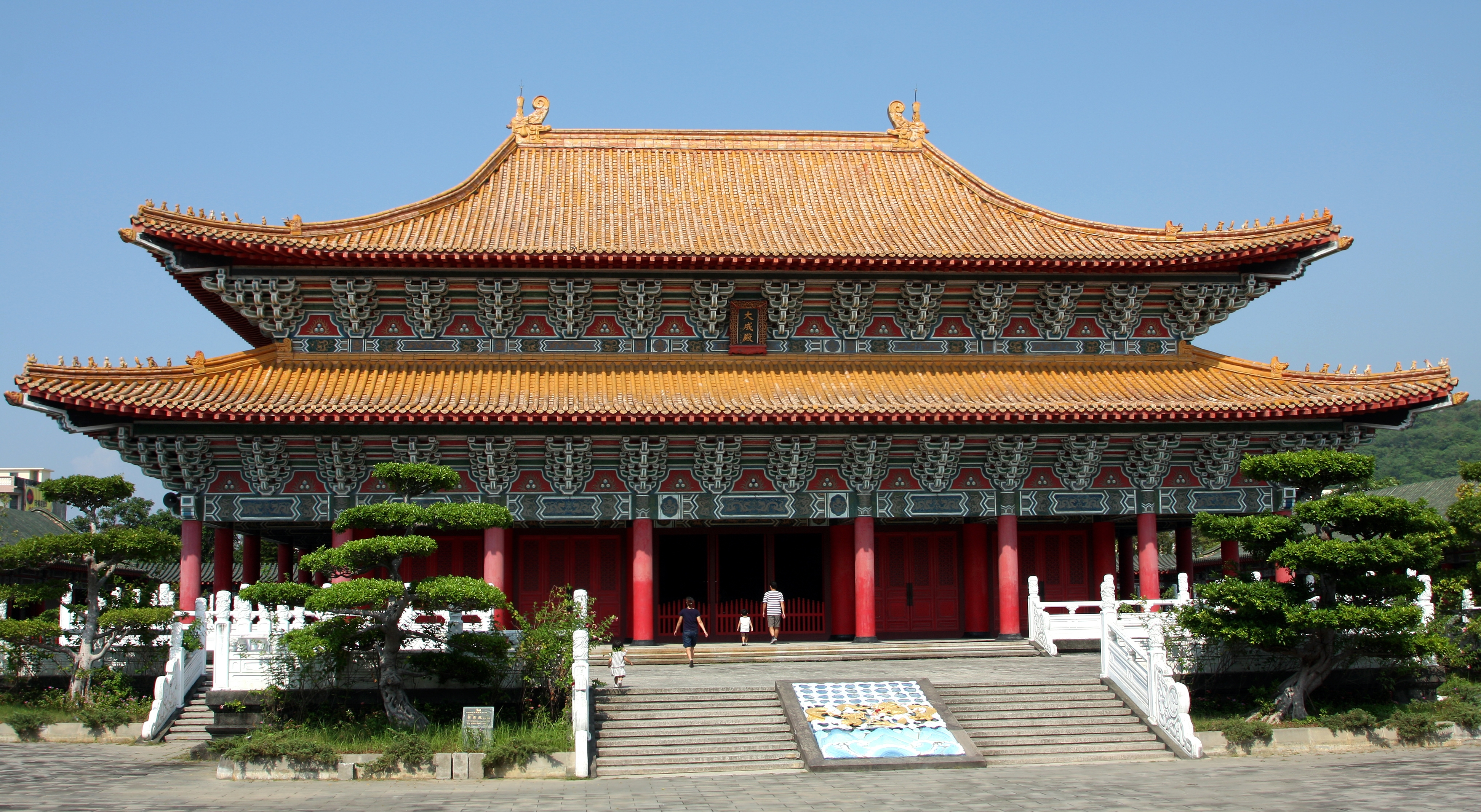
Templo confuciano en el lago del Loto, Kaohsiung (Taiwán)

### Culto a los antepasados
Los confucianos eran practicantes de un culto que giraba alrededor de la adoración a los antepasados y de poderes entre los cuales el Cielo era el más claro. El Señor de lo Alto (Shangdi), que es a veces mencionado, era algo más arcaico. Cuando aparece en los textos de los Cuatro Libros, el Cielo es un poder superior, que no está ni personalizado ni tan separado del mundo. No es algo pasivo, pues de él vienen los mandatos y acciones, pero no es un dios del tipo judeocristiano. El Señor de lo Alto aparece como una divinidad suprema en los huesos adivinatorios de la dinastía Zhou. Los textos confucianos, al remontarse a épocas de la Antigüedad, lo mencionan a veces.
El culto a los antepasados tiene una gran importancia. Implica la creencia de que las almas de los difuntos pueden beneficiar o castigar a sus descendientes. Su evolución posterior lo convirtió en un rito cívico simbólico. Sin embargo, ni Confucio ni Mencio hablan de esa forma del culto a los antepasados. Otro elemento de importancia en el confucianismo es el rey o emperador, también llamado el Hijo del Cielo. Él sería quien mediaría entre el Cielo y los hombres. El gobernante chino tiene el mandato y con él la autoridad de celebrar ritos.

### Armonía con el cosmos
Según el confucianismo, el hombre debe armonizarse con el cosmos, es decir, estar de acuerdo a lo ordenado por el Cielo. Para ello, debe autoperfeccionarse mediante la introspección y el estudio. Si lo logra, tendrá conocimiento de sí mismo y de los deseos del Cielo, lo que le servirá para desarrollar su Li, que significa los ritos, las ceremonias, la rectitud y las buenas formas interiorizadas. El Li es útil para desarrollar el Ren que se podría traducir por «buenos sentimientos hacia los demás hombres». La práctica del Ren supone las virtudes Zhong y Shu, que se traducen aproximadamente como ‘lealtad’ y ‘perdón’, o como ‘fidelidad’ y ‘compasión’. Si el hombre tiene Ren, podrá fácilmente practicar la justicia, los buenos principios, llamados Yi.
En el confucianismo, Yi se opone a Li, siendo este último de diferente tono y grafía al Li anteriormente citado que significa ritos o ceremonia. El Li opuesto a Yi significa beneficio, ganancia, lo que supone alejamiento de la generosidad que exige Ren.
El hombre que practica las anteriores virtudes es un Junzi, un hombre superior. El término viene de las clasificaciones jerárquicas que denotaban a los nobles y caballeros. Se opone a Shunin, los plebeyos. Sin embargo, en el confucianismo el término resalta superioridad moral, sin relación al origen social. El Junzi sería educado y justo, la (virtud) le sería inherente y siempre estaría en el Justo Medio, que indicaba la necesidad de moderación en todo. Además, el Junzi conoce y respeta los mandatos del Cielo, y conoce el propio.
El confucianismo sostiene que hay pocos hombres superiores y que la mayoría la conforman los Xiaoren, literalmente hombrecillos. Ellos son hombres vulgares que no se elevan a lo mejor de la humanidad. Debido a esto, el hombre superior tiene la misión de ocupar cargos públicos para poder dirigir a la sociedad. Este punto es importante ya que la burocracia de la China posterior llegó a identificarse mucho con esta idea, dando lugar a gran espíritu de servicio en las buenas épocas. Sin embargo, en los tiempos de decadencia, como pudieron verlo los europeos en el siglo XIX, era mayormente una doctrina seca e hipócrita, muy lejos de los pensamientos del confucianismo.

### Ritos funerarios
La muerte de una persona para la cultura china no significa en absoluto el cese de su participación en la vida común de la familia. Existe una relación entre los vivos y los muertos.
Los ancestros aparte de dar protección a la prosperidad a nivel tanto de felicidad como con el entorno social, también la dan a nivel económico de la unidad familiar.
Aparte de ello otorgan a la familia la cualidad de en vez de ser un solo núcleo familiar, ser una línea de descendencia continua.Los ritos funerarios chinos, forman parte de la tradición folclórica, una tradición oral de dogmas y doctrinas, con un fuerte pasado clerical. (Prueba es el hecho de que aún se podían encontrar chamanes de las primeras religiones chinas hasta entrado el siglo XX).
Por tanto el sistema religioso chino es una integración de varias religiones tradicionales, entre las que podemos destacar el Budismo, el Taoísmo o el Confucianismo.
Pasos de un rito funerario con entierro (cabe recordar que también existe la posibilidad de la incineración):

#### Ritos funerarios antes de la muerte
Desde la antigüedad, la sociedad tradicional china ha estado marcada por los ritos vinculados al mundo de la muerte y los espíritus. Debido a ello, existían numerosas prácticas que se realizaban antes, durante y después de la muerte física de una persona. En la fase en que el individuo en cuestión estaba agonizando había tres componentes a tener en cuenta:
- La almohada: se creía que si el hombre podía verse los pies en el momento agonizante, la desgracia acompañaría a su descendencia. Por este motivo, la almohada debía retirarse para que reposara en horizontal y así pudiera morir en tranquilidad. Esta es una posición incómoda, dado que dificulta la respiración, pero imposibilita la visión de las extremidades. La almohada en la cual se ha apoyado el difunto no podía volver a utilizarse, ya que tenía una influencia nefasta. Era habitual arrojarla al tejado de la casa para que se descompusiera con el paso de los años.
- Las ropas: cuando la muerte acechaba de cerca al hombre, la familia seleccionaba y preparaba las vestimentas del difunto. Existían diversas y complejas costumbres supersticiosas en relación con la confección de las ropas y a la elección de las telas. Por ejemplo, era importante llevar unas botas de papel con las suelas flexibles, dado que la suela dura es insoportable para los muertos. Se procuraba que los vestidos no incluyeran cinturón y que los botones estuvieran desabrochados. De esta manera, los niños de la familia no serían secuestrados. Los botones de cobre eran demasiado pesados para que el ánima cargara con ellos, por ello debían evitarse. A ser posible, el traje debía ser nuevo y no compuesto de pelaje, puesto que se temía la reencarnación en el cuerpo de un animal. Respecto a la mujer, lo correcto era que llevara un vestido y un velo, además del atuendo correspondiente a la costumbre regional.
- La cama: el sujeto era transportado a un lecho ajeno al familiar con el propósito de distanciarlo de los malos espíritus y de evitar que el alma fuese condenada a cargar eternamente con ladrillos. De este modo, el hombre conseguiría descansar en paz.

#### La reunión del núcleo familiar
Cuando se acerca la muerte de un anciano, toda la familia debe reunirse. Pueden llegar a viajar largas distancias para reunirse alrededor de la cama del anciano a esperar su muerte. Cuando fallece todos lloran a lágrima viva, se retiran todos los ornamentos de la casa y se coloca una pancarta blanca sobre la puerta para notificar que se ha producido una defunción en esa vivienda.
Cuando alguien fallece, en el momento en el que lo hace se procede al lavado de cuerpo. Después se viste el difunto de las mejores ropas de las que disponga, también se le perfuma y se le embalsama. Luego, se sienta el difunto en la silla de mayor calidad que se pueda obtener. En esa posición, se procede a hacer el velatorio.

#### Velatorio
Durante tres, cinco o siete días, dependiendo de la importancia social del difunto, se vela al muerto. Se avisa a la familia, amigos, y sirvientes si los tuviera, y luego por orden jerárquico (primer hermano mayor, segundo hermano mayor…), se van despidiendo de ella o él, con palabras de arrepentimiento y tristeza. Posteriormente, los amigos se despiden por orden de intimidad, y más adelante los sirvientes.
Los familiares y amigos por cortesía, normalmente traen algún tipo de dinero para el entierro, o algún tipo de ofrenda material. Es necesario que durante todo el periodo que dura este acto haya un familiar cercano siempre al lado del féretro para guardarle.
Una vez hecho este acto, se dispone al fallecido en un ataúd compuesto con una madera aromática de la zona, luego se le dispone sobre unos caballetes o sobre una mesa con velas encendidas, pan, frutas y otros manjares. Después se le cubre con una tela blanca, en la que se pinta al huésped de la forma más acotada posible. Durante los siguientes 15 días, el féretro recibe la visita diaria por la noche de religiosos o sacerdotes que hacen sacrificios y ofrecen oraciones, traen muchos papeles pintados con dibujos de bienes que el muerto debe (o se desea) obtener en la otra vida, y los queman. En unas cuerdas que dispuestas para ello hay en la habitación se cuelgan collares de cuentas como ofrenda, luego gritan para mandar el muerto al cielo.
Existen cinco grados de duelo. Se utilizan vestimentas de diferentes colores según la relación que tuvieran con el fallecido: blanco, negro, azul y verde. Los familiares van vestidos con una tela blanca compuesta de lana cruda, si su posición es suficientemente alta, o del llamado lienzo crudo, compuesto de lino, yute o algodón teñido. Los amigos y familiares más lejanos solo deben llevarlo hasta el momento del entierro, más adelante es de su elección. No se puede llevar atuendo de piel animal, porque el muerto podría verse obligado a reencarnarse en ese animal.

#### El entierro
Una vez terminados los 15 días, toman el féretro y le llevan hacia el llano en procesión con músicos junto con todos los parientes, sirvientes y amigos que llevan velas. Cuanto más grande sea la procesión, más importante es el enterrado (en algunos entierros de gente muy pudiente se contrataban lloradores y lloradoras).  Cuando llegan al sitio, se entierra el cadáver bajo tierra en un ataúd más elaborado y en vez de lápida, plantan un pino, de los cuales están llenos los cementerios, y nunca más lo tocan si o muere porque lo toman por algo sagrado. Queman sobre la sepultura papeles donde están pintados, caballos, plata, oro, esclavos, etc., para que el difunto pueda disponer de ellos en la otra vida. Una vez sepultado, hacen un gran banquete y fiesta, ya que creen que con la alegría que se festejen ellos, será recibido el difunto en la otra vida. La ceremonia debe cerrarla un maestro del budismo o del taoísmo. Durante un periodo de tiempo de 49 días, cada siete días, respecto a la fecha del entierro, tiene que venir la familia a volver a ofrecer el sacrificio de los papeles pintados. Los encuentros se realizan siempre cada un número impar de días porque los números pares son considerados ocasiones alegres.

#### La cremación
En los últimos años también se ha incrementado la popularidad de la incineración como rito funerario. Todos los rituales exceptuando el punto de la incineración en vez del entierro son muy parecidos, una vez efectuadas todas las oraciones necesarias por parte del clérigo designado para la ocasión. Tras la cremación del cuerpo, los miembros de la familia recogen los huesos con unos palillos y los sitúan en un columbario.

#### Un nuevo ancestro
Ningún rito funerario está completo, si no se sitúa al ritualizado en su nueva posición post mortem como ancestro de la familia.
La urna (en el último caso) con una foto, que es lo que normalmente se incluiría en el altar ancestral de la casa.

## Metafísica
En los dichos de Confucio se encuentra a primera vista un carácter ético y moral que desarrolla en amplitud el autor; mas en lo profundo de esta doctrina está el aspecto metafísico. El concepto li significa ceremonia que en su acepción común se entiende como buenos modales; «una eficacia para transformar las relaciones humanas» (Angus, 1989). La ceremonia es el rito al que todos los ciudadanos asisten, y lo hacen para rendir homenaje a sus antepasados más cercanos, vg. el padre o la madre, abuelos, etc. Por un lado, este concepto se compone de la dimensión ética y política; por el otro, tiene por objeto “desembarazar” al individuo de “problemas” alojados en la psique. O complejos en el inconsciente que el psicoanalista Carl G. Jung llama espíritus. Estos están relacionados con enfermedades psicogenas, como trastornos de tipo histérico, que son causados por conflictos psicológicos, mayormente inconscientes, que a su vez están ligados al conflicto subjetivo, y éstos se remontan a los recuerdos de la infancia. «Las consecuencias psicológicas que acarrean los padres son tan fuertes que en muchos pueblos se ha creado todo un sistema en torno al culto a los muertos.» (Jung, 2004). En estas relaciones se articula el culto a los muertos, pues es la manera de liberar o aliviar estos complejos del inconsciente. Cabe señalar que así como ocurre en un individuo el alivio de los complejos, también ocurre en los social cuando la ceremonia es el medio por el que efectivamente se transforman las relaciones.
En las analectas aparece constante una figura que se interpreta como si se tratase de un dios, una divinidad que domina u ordena de alguna manera la vida social y la vida individual de cada uno bajo su voluntad, unos lo llaman el Dios cielo, otros como Confucio solo menta Cielo. Pues para él, el Cielo es algo que está arriba. «El cielo generó la potencia que tengo, ¿qué me puede hacer Huan Tui?» (7/23) La interpretación más común de este concepto en la filosofía de Confucio remite a pensar erradamente que el cielo es un dios; recordemos que, por generalidad, el oriente es ateo y piensa más en energías que en dioses. Es decir, Confucio no pensaba el cielo como externo al individuo, sino que el cielo está en él mismo. O sea, denota la parte superior, lo más alto, lo que está arriba del hombre, su cabeza (cerebro). «El maestro dijo: “no hay nadie que me reconozca, ¿verdad?” Zigong dijo: “¿por qué nadie lo reconoce?” El maestro dijo: “Yo ni le guardo rencor al cielo, ni culpo al hombre; al estudiar lo de abajo, he llegado a comprender lo de arriba. Si alguien me reconociera, ¿acaso no sería el cielo?”» (14/35).
El antiguo idioma oriental se entiende y presenta simbólicamente. La sentencia de Confucio «al estudiar lo de abajo, he llegado a comprender lo de arriba» se entiende aquí como agnihotra; es por una parte un ritual hindú por el que se ofrece un sacrificio al fuego; por otra parte es un fuego (como energía) interno que mediante la meditación se concentra en el vientre, y también por este mismo ejercicio sube y llega a la parte más alta del cuerpo. Dentro de las escuelas, por así decir, del pensamiento oriental está presente esta idea de un fuego (o también se puede entender como dinamismo) que se extiende por todo el cuerpo y que se relaciona de alguna manera con la armonía del hombre y el cosmos.
Otro concepto se articula también en referencia a la ceremonia, el concepto Shu (parecerse), pues éste atraviesa y unifica la moral de Confucio. «Zigong preguntó: ¿Hay alguna sola palabra que pueda guiarnos toda nuestra vida? El Maestro respondió: ¿No sería la reciprocidad? Lo que no desees que te hagan a ti, no se lo hagas a los demás.» (15.24). Esta última idea se caracteriza por ser universal en tanto que abarca la esfera de lo moral, y además de unificar toda la moral, tiene otra dimensión aquí entendida desde la física teórica en palabras de Eli de Gortari, donde señala que un solo electrón ocupa todo el espacio. “Cada partícula llena todo el sistema por sí sola y, por ende, tiene la propiedad de ser politópica, es decir, tiene simultáneamente una multitud de localizaciones espaciales diferentes.” (Gortari, 1957) Esta propiedad de la partícula también se halla en la subjetividad humana, donde el espacio y el tiempo son dos intuiciones puras del entendimiento humanos que son, también, condiciones subjetivas necesarias para la representación de intuiciones externas que constituyen el conocimiento humano, es decir, así como la partícula agota el espacio dentro de su mismo sistema, la conciencia abarca tanto el tiempo y el espacio en infinitud como intuiciones sensibles a priori para el entendimiento humano.

## La sociedad en el confucianismo

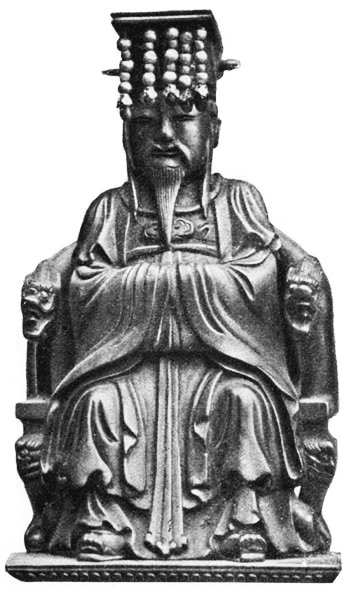
Estatua de Confucio en bronce

El confucianismo ve solamente al hombre realizado en tanto ser social que ocupa un puesto y desempeña una función, no como un ser aislado. En la idea confuciana de la sociedad utópica, la jerarquía no es solo social, sino también moral. En la China antigua, la familia no era un núcleo reducido, sino un gran clan, muchos de sus miembros vivían bajo un mismo techo, reconocían un antepasado en común y mantenían vínculos con otros grupos del mismo origen.
Una familia así era una prefiguración del Estado. Así, la familia era vista como un pequeño reino con jerarquías, protocolos y métodos de gobierno, y el Estado como una gran familia en la que debe haber afectos, relaciones y obligaciones morales. En la familia, los miembros están jerarquizados mediante un complejo sistema. Para el confucianismo, el aprecio, el amor y las relaciones que había entre los miembros debían estar graduadas según cada persona, su puesto, etc. En consecuencia, había términos para significar el amor por los padres o piedad filial (Xiao), el amor de los padres por su hijos (Ci), etc.
El aprendizaje del hombre superior se iniciaba en la familia y dificultosamente podrá el hombre gobernar el Estado si no puede gobernar primero su familia.
A pesar de lo dicho anteriormente, para los confucianos todos los hombres son de naturaleza básicamente igual, independiente de su posición o lugar de nacimiento. Pero no pueden mantenerse iguales ya que sería perjudicial para el buen funcionamiento social.

## Métodos del confucianismo
Los medios para alcanzar la máxima excelencia o Zhi shan eran dos: el estudio y la introspección, entendida como un mirar hacia dentro, es decir, el conocimiento pleno de uno mismo.
El estudio de textos antiguos, las lecciones de los sabios y la naturaleza es la base de la mejora individual. Además, sirve como soporte para la introspección porque el hombre debe ver qué hay de bueno dentro de sí y desarrollarlo. La bondad natural humana, capital en las enseñanzas de Mencio, parte del mismo principio de que lo bueno se encuentra dentro del hombre y que debe ser descubierto usando la introspección. Así, un hombre superior podrá obtener Ren y Li.
También el confucianismo da gran importancia a los ritos. Al ser una forma de conservar el pasado mítico que fue legado, el confucianismo apoya que se los siga practicando y les da nuevos valores. Eran vistos por los confucianos como un símbolo de jerarquía y poder. Además, son un método de autodisciplina y dominio de uno mismo, al hacer que el individuo deba realizar algo de una manera precisa.
Los ritos garantizan que la sociedad y el Estado funcionen correctamente, ya que las acciones del gobierno deben tener orden y jerarquía.

## La rectificación de los nombres
Para el confucianismo, la rectificación de los nombres es el principio y la consecuencia de muchas de sus ideas. Su fundamento es el siguiente: las palabras tienen significados precisos y, por eso, si se denomina a una cosa con un significante que no le corresponde, se comete un error.
Esta idea se desarrolla hasta llegar a los temas que más interesan a los confucianos. Por ejemplo, si a un usurpador se le llama rey, se comete un error, ya que no es un verdadero rey. Lo mismo sucede si un rey legítimo no se comporta como tal. También esta idea vale para un padre que no se comporta como padre, un hijo que no se comporta como hijo, etc. Así, la rectificación de los nombres se transforma en una herramienta para corregir a la sociedad y evitar que sea engañada.

## Extensión del confucianismo
El confucianismo sobrevivió a su supresión durante la dinastía Qin gracias en parte al descubrimiento de obras clásicas ocultas en las paredes de la casa de un erudito. Después de Qin, con la nueva dinastía Han, el estudio de las obras clásicas del confucianismo se convirtió en la base del sistema de exámenes del gobierno y del plan educativo. No se presentó ninguna tentativa seria para sustituirlo hasta el Movimiento del Cuatro de Mayo (4 de mayo de 1919), en el siglo XX.
Después de su reformulación como neoconfucianismo de Zhu en el s. XI, con Wang Yangming y otros neoconfucianos, también se aceptó como filosofía de estado en Corea y Japón. A Corea durante la dinastía Joseon se le llamó un «estado confucianizado».